# Sarrael
Sarrael ou Sarrã (Sharran; r. começo do século XVI a.C. - cronologia média) foi um príncipe de Iamade que pode ter readquirido o trono após o assassinato do rei hitita Mursil I.

## Vida

### Identidade e relação com a família real
Sarrael é conhecido através do selo de seu filho Abael II que foi utilizado por Niquemepa de Alalaque como selo dinástico; o selo descreve Abael II como "o amado de Adade", o título utilizado pelos reis de Iamade. Niquemepa era filho de Idrimi, um descendente dos antigos reis de Iamade através de seu pai Ilim-Ilima I, que provavelmente era filho de Abael II.
Estes fatos confirmam que Sarrael era príncipe de Iamade. Além disso, seu nome é mencionado em dois tabletes de Alalaque (79 e 95) e no segundo deles seu nome aparece após o nome da princesa Binticidia (Bintikidiya) e do príncipe Hamurabi, o herdeiro de Alalaque, indicando o estatuto real de Sarrael. O professor Michael C. Astour, tendo estes dados em mente, acredita que Sarrael é provavelmente filho de Iarinlim III.

### Reinado
As inscrições de Idrimi e Niquemepa indicam que Sarrael foi príncipe de Iamade, mas não é confirmado como rei. O professor Trevor Bryce considera-o o rei que restaurou a família real iamadita, enquanto outros como Astour e a professora Eva Von Dassow atribuem isso a seu filho Abael II. Halabe (atual Alepo) foi reconstruída e novamente tornar-se-ia capital do reino logo após o assassinado do rei hitita Mursil I, mas o nome Iamade caiu em desuso e seu título foi alterado para "rei de Halabe". Mursil morreu cerca de 1 590 a.C. (cronologia média), e a restauração ocorreu não muito depois de sua morte, o que coloraria o reinado de Sarrael (se foi rei) no primeiro quartel do século XVI a.C..

### Sucessão
A data da morte de Sarrael é desconhecida. Abael II é confirmado como seu filho e sucessor através de seu selo real e nas décadas subsequentes Halabe readquiriu Nia, Muquixe (a região de Alalaque) e Ama'u.